# Ousseynou Ba
Ousseynou Ba (* 11. November 1995 in Dakar, Senegal) ist ein senegalesischer Fußballspieler, der als Innenverteidiger bei Olympiakos Piräus unter Vertrag steht und aktuell an den Istanbul Başakşehir FK ausgeliehen ist.

## Karriere

### Verein
Ba wurde in der Jugend der SMASH Academy im Senegal ausgebildet. 2016 wechselte er nach Frankreich, wo ihn der FC Sochaux für drei Jahre verpflichten wollte. Nachdem der Transfer aus finanziellen Gründen nicht zustande gekommen war, lud der SC Amiens Ba zu einem Probetraining ein und bot ihm anschließend ebenfalls einen Dreijahresvertrag an. Da dies aber eine Woche nach Schließung des Transferfensters erfolgte, erhielt Ba keine Arbeitserlaubnis.
Nach einem Jahr ohne Spielpraxis unterschrieb Ba einen Dreijahresvertrag beim französischen Zweitligisten Gazélec FC Ajaccio. Am ersten Tag des Wintertransferfensters 2018/19 verpflichtete ihn der griechische Erstligist Olympiakos Piräus, um ihn unmittelbar an Gazélec bis zum Saisonende auszuleihen. Nach dem Abstieg der Korsen 2019 kehrte er nach Piräus zurück. Mit Olympiakos wurde er dreimal in Folge griechischer Meister und einmal Pokalsieger. Im Sommer 2023 folgte eine erneute Leihe. Dieses Mal ging es für Ba in die erste türkische Liga zu Istanbul Başakşehir FK. Er überzeugte und wechselte im Sommer 2024 für eine Ablöse von 1,2 Millionen Euro ganz nach Istanbul.

### Nationalmannschaft
Ba debütierte am 9. Oktober 2020 bei der 1:3-Niederlage in einem Freundschaftsspiel gegen Marokko in der senegalesischen Nationalmannschaft. Danach spielte er noch einmal 2021 in der Afrika-Cup-Qualifikation gegen den Kongo. Eine Woche später stand er bei einem weiteren Länderspiel ohne Einsatz im Kader. Weitere Einladung zu Länderspielen gab es seither nicht.

## Erfolge
- Griechischer Meister: 2019/20, 2020/21, 2021/22
- Griechischer Pokalsieger: 2019/20